# Sana Bob
 (juillet 2025).
Si vous disposez d'ouvrages ou d'articles de référence ou si vous connaissez des sites web de qualité traitant du thème abordé ici, merci de compléter l'article en donnant les références utiles à sa vérifiabilité et en les liant à la section « Notes et références ».
Sana Bob, de son vrai nom Salif Sana, est un chanteur afroreggae né dans un petit village de la région du Centre Nord du Burkina Faso.

## Biographie
Issu d'une famille de danseurs, Sana Bob se berce véritablement de musique auprès de sa mère adoptive ADO GORGO Léontine, une cantatrice très adulée. C’est avec elle que le virus de la musique prend possession de lui mais sans pour autant se développer aussitôt. C'est tout en faisant paître les animaux et en s'occupant de travaux aux champs que Sana Bob se forge une aptitude vocale et construit doucement sa passion pour la musique.

Très jeune, en 1977, il va quérir une vie meilleure en Côte d'Ivoire. Il vit de différents petits boulots; l'instinct musical qui sommeillait en lui surgit et se renforce à travers des formations pointues en musique, danse, comédie, percussion et chant. En tant que musicien auteur compositeur, il y enregistre deux albums dont le tout premier en 1997.

## Style musical
Sa musique particulière est un fameux métissage: un reggae fusion avec des ouvertures au blues sahélien mêlé au Wed Bendé du territoire Mossi (Burkina Faso). Inspiré par la musique ancestrale africaine, la musique Bissa ou encore le Yarma, le musicien mélange ses influences traditionnelles avec les beats modernes. Sana Bob a réussi en un tour de trois albums à construire le mythe et à écrire l'épitaphe d'un style de musique: un reggae afro lyrique où s’entremêlent des instruments traditionnels tel que le rudga (violon traditionnel), la kora, le bendré (tambour de calebasse), le lunga (tambour d’aisselle et le wamdé (calebasse renversée). Le retentissant succès de son quatrième album a confirmé sa popularité sur toute l'étendue du territoire burkinabè.

## Engagement
La musique est le canal par lequel il choisit de contribuer au développement social de son pays. Sans avoir bénéficié d'éducation de 
base, ne sachant au départ ni lire ni écrire, il n'en est pas moins 
devenu philosophe, imprégné des problèmes de son pays,de l'Afrique et du monde entier.
Ses chants sont fédérateurs d'un peuple voulant avancer vers demain dans une vraie démocratie. Son énergie est puissante.
Il est rare de le voir sans son mégaphone. Car le mégaphone de Sana Bob, c'est tout un symbole : il en fait retentir la sirène pour interpeller les uns et les autres.

"Du courage, du courage, du courage, du courage, du courage...

Toute sa chevelure blanchie jusqu'à rougir, toutes ses semelles finissent, tous ses habits se déchirent,

il se promène avec ses ordonnances à la recherche d’aide et on lui dit : « faut foncer, bats-toi » !

Et s’il ne dispose plus de force pour avancer, et si sa force fini...

Il ne faut pas confondre koka collé avec kaka collé : du courage c’est pas un avoir, c’est un adjectif qualificatif, quelquefois négatif.

Il faut plutôt financer!

C’est un élève, il faut le financer en payant ses fournitures scolaires.

C’est un cultivateur, il faut le financer pour sa production.

C’est un musicien, il faut l’aider en le produisant, c’est ce qu’on appelle la solidarité, lutte contre la pauvreté!"

Résolument engagé pour le développement social du Burkina Faso, il mène un combat en tant que victime de la non scolarisation. Il développe le concept Actions Scolarité qui a pour objectif de sensibiliser les populations sur la nécessité de scolariser les enfants, faire don de kits scolaires et payer les frais de scolarité d'élèves en milieu rural.

## Discographie
- Octobre 2023: Sortie d'une nouvelle œuvre discographique intitulée « Tiid Gomin » (en français, « Il faut qu’on se parle »)[3]
- 2014: Sortie du 5e album Notre Temps en Côte d'Ivoire chez Disquekone, en autoproduction au Burkina Faso et en Belgique (maxi single).
- Décembre 2009 : album « Béog Yiinga » qui veut dire en langue mooré « pour demain, l'avenir »
- Octobre 2006 : sortie de l'album « Dernière Chance », c'est l'album qui a fait la popularité de l'artiste
- Septembre 2000 : l'album « Réconciliation » enregistré à Abidjan est sorti en Côte d'Ivoire et au Burkina Faso
- 1997 : enregistrement et sortie du premier album « Gloire » à Abijan chez Showbiz